# Jiesa Cuo
Jiesa Cuo (kinesiska: 杰萨错) är en sjö i Kina. Den ligger i den autonoma regionen Tibet, i den sydvästra delen av landet, omkring 610 kilometer väster om regionhuvudstaden Lhasa. Jiesa Cuo ligger 5 198 meter över havet. Arean är 142 kvadratkilometer. Den sträcker sig 29,4 kilometer i nord-sydlig riktning, och 15,9 kilometer i öst-västlig riktning.
Genomsnittlig årsnederbörd är 610 millimeter. Den regnigaste månaden är juli, med i genomsnitt 171 mm nederbörd, och den torraste är november, med 3 mm nederbörd.